# Bohdan Skąpski

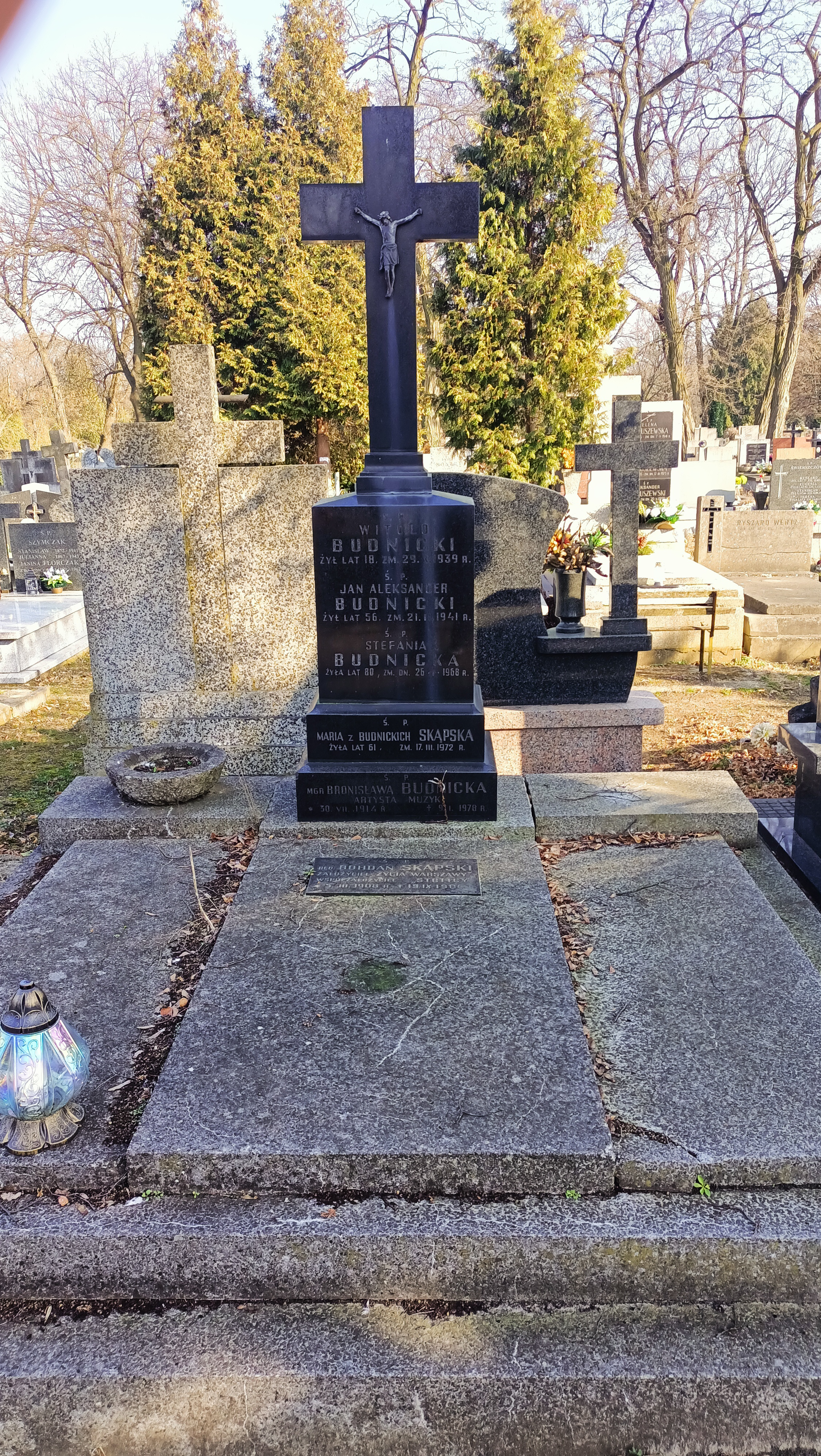
Grób Bohdana Skąpskiego na Cmentarzu Bródnowskim w Warszawie

Bohdan Józef Skąpski (ur. 5 marca 1908 w Poznaniu, zm. 19 września 1986) – polski dziennikarz, pierwszy redaktor naczelny Życia Warszawy, współpracownik Stefana Wyszyńskiego.

## Życiorys
Był synem Kazimierza Skąpskiego (zm. w 1922) i Wacławy Skąpskiej, z d. Chojnackiej (zm. w 1919).
Już jako uczeń gimnazjum publikował artykuły prasowe w Kurierze Poznańskim i Przewodniku Katolickim. W latach 1928-1930 studiował filologię klasyczną na Uniwersytecie Warszawskim, równocześnie w tych samych latach pracował jako stenograf i korektor w Agencji Wschodniej w Warszawie. W latach 1930-1939 był redaktorem dyżurnym w warszawskim oddziale Ilustrowanego Kuriera Codziennego. W latach 30. należał do władz Związku Dziennikarzy i Publicystów Filmowych i Zjednoczenia Dziennikarzy i Pisarzy Katolickich. Podczas kampanii wrześniowej 1939 pracował jako reporter wojenny w Warszawie (publikował pod pseudonimem "Si"). W okresie okupacji niemieckiej zarządzał sklepem, pracował jako prokuent w kawiarni "Albatros".
We wrześniu 1944 zgłosił się jako dziennikarz do Miejskiej Rady Narodowej w Warszawie. Razem z Wiktorem Borowskim zorganizował redakcję Życia Warszawy i do 25 lutego 1945 był pierwszym redaktorem naczelnym tej gazety. Od marca do sierpnia 1946 był rzecznikiem prasowym Biura Odbudowy Stolicy, później (do czerwca 1947) zastępcą kierownika Wydziału Prasowego BOS. W 1946 został jednym z założycieli tygodnika Stolica, był w nim sekretarzem redakcji, redaktorem technicznym i kierownikiem działu technicznego.
Od października 1956 należał do współpracowników Stefana Wyszyńskiego. Z jego polecenia zorganizował w listopadzie 1956 drukarnię w klasztorze na Jasnej Górze, pracował w Sekretariacie Prymasa Polski. Podjął pracę w celu zorganizowania ogólnopolskiego wydawnictwa katolickiego. Od stycznia 1957 organizował Instytut Wydawniczy Jasna Góra, w którym został redaktorem technicznym, równocześnie był redaktorem planowanego pisma Jasna Góra. Od maja 1957 był członkiem Instytutu Prymasowskiego Ślubów Narodu. 5 września 1958 został aresztowany pod zarzutem rozpowszechniania publikacji bez zgody cenzury, używania niezarejestrowanego powielacza oraz nielegalnego zakupu papieru i 30 czerwca 1959 skazany na karę 0 miesięcy pozbawienia wolności i 10 tys. złotych grzywny (w dniu ogłoszenia wyroku wyszedł na wolność). Z uwagi na stan zdrowia jesienią 1959 przestał pracować dla Instytutu Prymasowskiego. Miał kłopoty ze znalezieniem pracy, był krótko zatrudniony w Wydawnictwie NOT, wydawnictwie Ruch (1960-1961), Wydawnictwie Artystyczno-Graficznym (1961-1963) i ponownie tygodniku Stolica.
Był odznaczony Krzyżem Kawalerskim Orderu Odrodzenia Polski.
Jest pochowany na Cmentarzu Bródnowskim.